# Vlag van de Nederlandse Antillen
De vlag van de Nederlandse Antillen was in gebruik van 19 november 1959 tot en met 9 oktober 2010. De kleuren rood, wit en blauw verwijzen naar de Nederlandse vlag. De vlag bestaat uit een wit veld met daarop in het midden een verticale rode band met daar overheen een horizontale blauwe band. Op de plaats waar de blauwe band de rode overlapt, staan tot 1986 zes sterren (de zesde ster was Aruba) na 1986 vijf sterren. Deze staan voor de vijf (grotere) eilanden van de voormalige Nederlandse Antillen: Bonaire, Curaçao, Saba, Sint Eustatius en Sint Maarten.
Tot Aruba in 1986 een status aparte verkreeg, had ook dit eiland een eigen ster in de vlag.

## Overige vlaggen van de Nederlandse Antillen
De gouverneur van de Nederlandse Antillen had een eigen vlag.
De eilanden hadden tijdens het bestaan van de Nederlandse Antillen ieder ook een eigen vlag; zie daarvoor het artikel Lijst van vlaggen van Nederlandse deelgebieden. Deze vlaggen zijn na 2010 in gebruik gebleven, waarbij die van de Koninkrijkslanden tot landsvlag zijn gepromoveerd:
- Vlag van Aruba (sinds 1986 landsvlag)
- Vlag van Bonaire
- Vlag van Curaçao (sinds 2010 landsvlag)
- Vlag van Saba
- Vlag van Sint Eustatius
- Vlag van Sint Maarten (sinds 2010 landsvlag)

## Kleuren
| / Kleurenschema | Blauw         | Rood       | Wit         |
| --------------- | ------------- | ---------- | ----------- |
| Pantone         | Reflex Blue C | 2035 C     | White       |
| CMYK            | 100-73-0-47   | 0-93-90-13 | 0-0-0-0     |
| HEX             | #002588       | #DD1017    | #FFFFFF     |
| RGB             | 0-37-136      | 221-16-23  | 255-255-255 |

Anguilla · Britse Benedenwindse Eilanden · Britse Bovenwindse Eilanden · Californië · Geconfedereerde Staten van Amerika · Los Altos · Miskitokust · Nederlandse Antillen · Republiek van de Rio Grande · Saint Christopher, Nevis en Anguilla · Sonora · Texas · Verenigde Staten van Centraal-Amerika · Vermont · Republiek West-Florida · West-Indische Federatie · Republiek Yucatán